# Кировоградский украинский академический музыкально-драматический театр имени М. Л. Кропивницкого
Кировоградский украинский академический музыкально-драматический театр им. М. Л. Кропивницкого (укр. Кіровоградський академічний український музично-драматичний театр ім. М. Л. Кропивницького) — театр в городе Кропивницкий.

## История
Помещение театра построено в Елисаветграде в 1867 году на средства инженера-полковника Г. В. Трамбицкого. 27 октября 1882 года под руководством Марка Лукича Кропивницкого в здании был организован первый профессиональный театр.

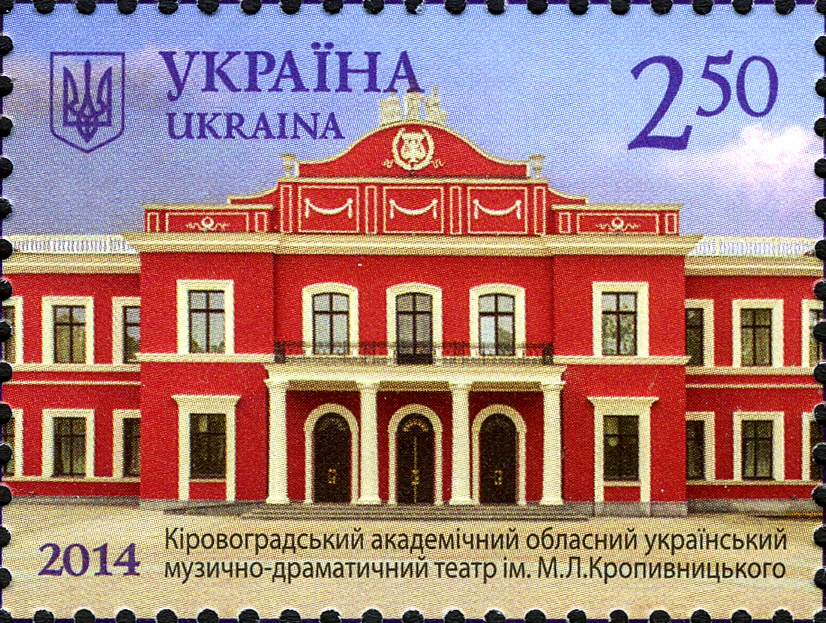
Кировоградский украинский академический музыкально-драматический театр им. М. Кропивницкого на марке Украины

В 1919 году назывался «Красный театр им. Троцкого»; 1920 — «1-й советский», Городской театр им. Т. Г. Шевченко; 1921 — «Первый советский»; «Советский им. Шевченко»; 1925 — Передвижной украинский рабоче-крестьянский. В 1933—1934 театральная труппа переезжает в Чернигов В 1940 году театру присваивается имя Марка Лукича Кропивницкого. В 1944 году после эвакуаци театр возвращается назад в Кировоград.
В 2012 году открылся после реконструкции.
С 2017 года на базе театра ежегодно проходит национальный художественный фестиваль «Кропивницкий».